# 윤희 (철학자)

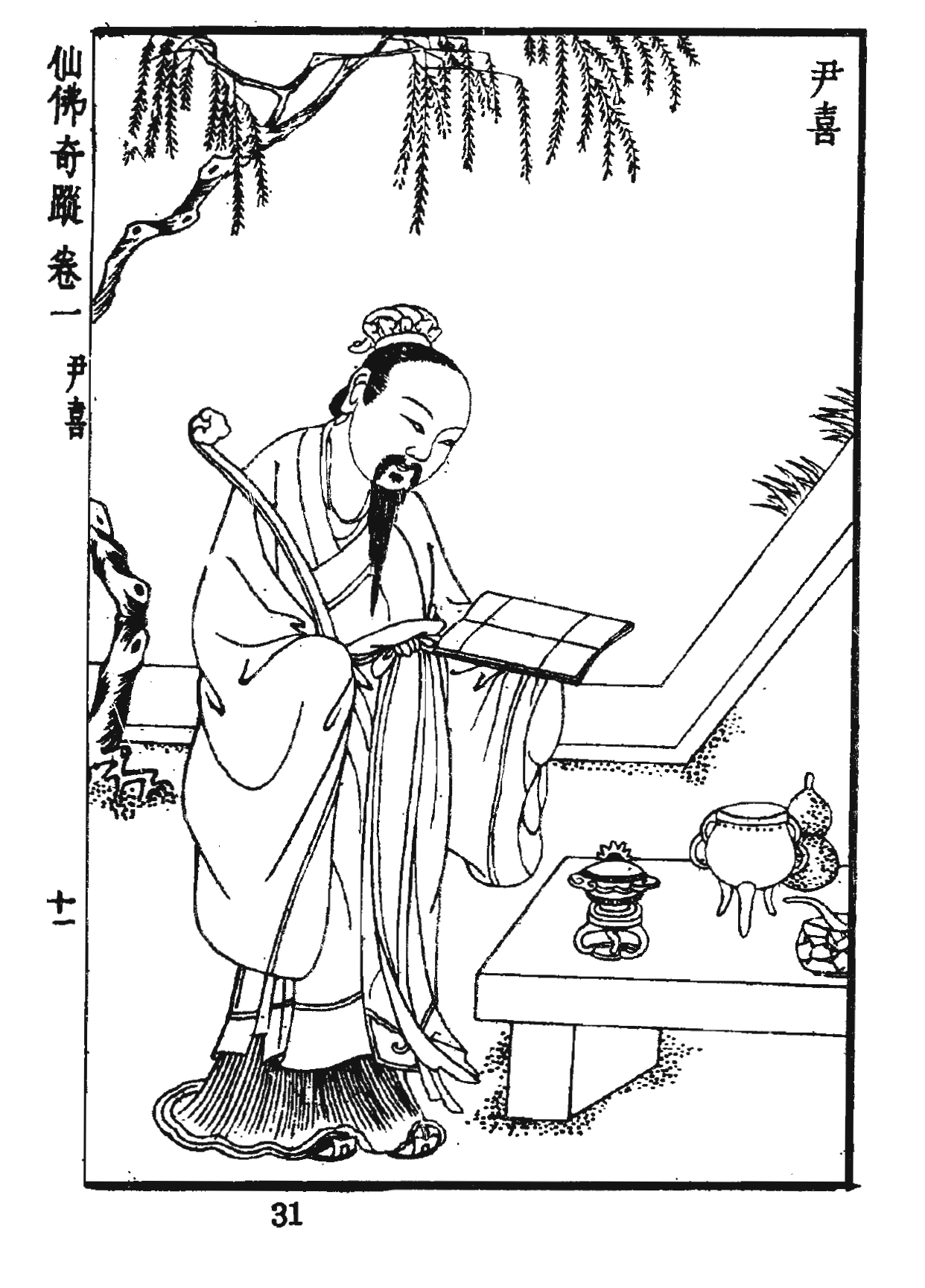

윤희(尹喜, ?~?)는 중국 주나라와 전국시대 진나라의 도가(道家) 철학자이다. 그가 맡았던 관직의 이름을 따서 관윤(關尹)이라 부르기도 한다. 관씨 연원에 따르면 윤희가 관직 이름을 따서 관(關)을 성으로 하였다고 전하기도 한다.
《사기(史記)》에 의하면 노자가 주(周)의 쇠함을 보고 주를 떠나려고 함곡관에 이르렀을 때 관령(關令)인 윤희(尹喜)에게 부탁받아 《도덕경(道德經)》 5천여 자를 저술하였다고 한다. 이 관령 윤희가 즉 관윤(關尹)으로 노자의 제자가 된다고 한다.
《장자(莊子)》의 〈천하편(天下篇)〉에 관윤의 말이라 하여, "사람은 아집(我執)을 버리면 자연(自然)대로의 동작이 발휘된다"는 말을 인용하고 있다. 그리고 다시 "동(動)하기 물과 같고, 그 고요함이 거울과 같으며, 적(寂)함이 청(淸)과 같다"라고 한 말을 인용하고 있다. 잡가(雜家)의 대표작인 《여씨춘추(呂氏春秋)》 〈불이편(不二篇)〉에는 "관윤(關尹)은 청(淸)을 귀히 여긴다"고 평하고 있다.

## 참고 문헌
- 이 문서에는 다음커뮤니케이션(현 카카오)에서 GFDL 또는 CC-SA 라이선스로 배포한 글로벌 세계대백과사전의 내용을 기초로 작성된 글이 포함되어 있습니다.